# Bataille de Guam (1944)
Pour les articles homonymes, voir Bataille de Guam.
13° 22′ 09″ N, 144° 39′ 03″ E
Seconde Guerre mondiale - Guerre dans le Pacifique
Batailles
Campagne des îles Mariannes et Palaos
- Saipan
- Mer des Philippines
- Guam (1944)
- Tinian
- Peleliu
- Angaur

Japon :
- Raid de Doolittle
- Bombardements stratégiques sur le Japon (Tokyo
- Yokosuka
- Kure
- Hiroshima et Nagasaki)
- Raids aériens japonais des îles Mariannes
- Campagne des archipels Ogasawara et Ryūkyū
- Opération Famine
- Bombardements navals alliés sur le Japon
- Baie de Sagami
- Invasion de Sakhaline
- Invasion des îles Kouriles
- Opération Downfall
- Reddition du Japon

Pacifique central :
- Pearl Harbor
- Guam (1941)
- Wake
- Raid sur les îles Gilbert et Marshall
- Opération K
- Midway
- Opération RY
- Campagne des îles Gilbert et Marshall
- Campagne des îles Mariannes et Palaos
- Campagne des archipels Ogasawara et Ryūkyū
- Opération Inmate

Pacifique du sud-ouest :
- Nauru
- Invasion des Philippines (1941-42)
- Invasion des Indes orientales néerlandaises
- Opérations de l'Axe dans les eaux australiennes
- Raids aériens japonais sur l'Australie (1942-43)
- Opération Ke
- Campagne des îles Salomon
- Campagne de Nouvelle-Guinée
- Campagne des Philippines
- Campagne de Bornéo (1945)

Asie du sud-est :
- Invasion de l'Indochine (1940)
- Océan Indien (1940-45)
- Guerre franco-thaïlandaise
- Invasion de la Thaïlande
- Campagne de Malaisie
- Hong Kong
- Singapour
- Campagne de Birmanie
- Opération Kita
- Indochine (1945)
- Détroit de Malacca
- Opération Jurist
- Opération Tiderace
- Opération Zipper
- Bombardements stratégiques (1944-45)

Guerre sino-japonaise
Front d'Europe de l’Ouest
Front d'Europe de l’Est
Bataille de l'Atlantique
Campagnes d'Afrique, du Moyen-Orient et de Méditerranée
Théâtre américain
La seconde bataille de Guam est une bataille de la guerre du Pacifique pendant la Seconde Guerre mondiale qui a eu lieu sur l'île de Guam du 21 juillet au 10 août 1944.
Au cours de cette bataille, qui faisait partie de l'opération Forager, la 3e Division de Marines, la 1re Division Provisoire de Marines  et la 27e Division d'Infanterie de l'Armée américaine commandées par le général Roy Geiger défirent diverses forces japonaises, dont le 38e Régiment d'Infanterie et la 6e Force Expéditionnaire de l'Armée impériale japonaise commandés par le général Takeshi Takashima (lui-même sous les ordres du général Hideyoshi Obata, chargé de toutes les Mariannes).
La conquête de Guam et des îles Mariannes permit l'établissement de bases clé pour la poursuite de l'offensive dans le Pacifique et mit le Japon à portée de l'aviation américaine.
L'île, territoire des États-Unis depuis 1898, avait été envahie et conquise par l'empire du Japon trois jours après l'attaque sur Pearl Harbor lors de la première bataille de Guam en décembre 1941. Sa reconquête fut à ce titre particulièrement suivie par le public américain.

## Contexte
La conquête de Guam a eu lieu dans le cadre de la conquête des îles Mariannes et a eu lieu après les batailles de Saipan et de Tinian.
Les 2e et 4e Divisions de Marines avaient beaucoup souffert lors de la prise de Saipan et de Tinian. Or, les renseignements collectés notamment lors de la prise de ces deux îles semblaient démontrer que Guam serait difficile à conquérir.
Anticipant une campagne encore plus difficile que la bataille de Saipan, l'amiral Spruance estima que des réserves lui étaient nécessaires, et l'amiral Nimitz assigna la 77e Division d'Infanterie de l'armée (expédiée de Hawaii) et la 26e Division de Marines (expédiée de San Diego) au général Holland Smith.
L'invasion de Saipan était prévue pour le 15 juin et celle de Guam le 18 juin. Ces estimations exagérément optimistes furent contrariées par la résistance acharnée sur Saipan et la bataille de la mer des Philippines.
Guam, entourée de falaises et de récifs, n'était pas un objectif facile pour une opération amphibie. L'île est constituée de deux parties réunies par une bande de terre centrale. Le nord est constitué d'un plateau corallien couvert d'une végétation tropicale dense, tandis que le sud est la partie cultivée de l'île, avec notamment des plaines et des vallées herbeuses. Dans l'ensemble, l'île a un relief plus doux que Saipan.
A Guam, contrairement à Saipan, le général Holland Smith ne serait pas chargé directement de l'invasion dont les opérations à terre seraient dirigées par le général Roy Geiger, dont le corps amphibie avait été désigné pour être la force de débarquement à Guam.

## Les forces en présence

### Dispositif japonais
| Désignation                                                                           | Commandant                 | Effectifs                                                |
| ------------------------------------------------------------------------------------- | -------------------------- | -------------------------------------------------------- |
| général Hideyoshi Obata (chargé de toutes les Mariannes) et général Takeshi Takashima |                            |                                                          |
| 29e Division d'Infanterie                                                             | Colonel Hiko-Shiro Ohashi  | 11 000 hommes dont une compagnie de mortiers de campagne |
| 38e Régiment d'Infanterie                                                             | Colonel Tsunetaro Suenaga  | 2 894 hommes et 3 batteries d'artillerie                 |
| 48e Brigade Mixte Indépendante                                                        | Général Kiyoshi Shigematsu | 2 800 hommes et 6 pièces d'artillerie                    |
| 10e Régiment Mixte Indépendant                                                        | Colonel Ichiro Kataoka     | 1 900 hommes et 6 pièces d'artillerie                    |
| 2 compagnies du 9e Régiment Blindé                                                    |                            |                                                          |
| total:                                                                                |                            | 18 500 hommes                                            |

### Dispositif allié
| Désignation                        | Commandant                                        | Effectifs |
| ---------------------------------- | ------------------------------------------------- | --- |
| Flotte du Pacifique                | amiral Chester Nimitz                             | |
| 5e Flotte                          | amiral Raymond Spruance à bord du CA Indianapolis | Task Force 51 ou TF 51 (Forces expéditionnaires Jointes) Task Force 58 ou TF 58 (Forces Aéronavales Rapides)    |
| TF 51                              | vice-amiral Richmond Kelly Turner                 | TF 52 (Force d'Attaque du Nord chargée de Saipan et Tinian et TF 53 (la Force d'Attaque du Sud chargée de Guam) |
| TF 53                              | Contre amiral R.L. Connoly                        | Force d'Attaque du Sud chargée de Guam                                                                          |
| TF 56                              | général Holland Smith                             | Troupes expéditionnaires                                                                                        |
| TF 56.2                            | général Roy Geiger                                | Force d'Invasion du sud                                                                                         |
| 3e Division des Marines            | Général Allen H. Turnage                          | 20 328 hommes                                                                                                   |
| 1re Brigade Provisoire des Marines | Général Lemuel C. Shepherd, Jr.                   | 9 886 hommes |
| 77e Division d'Infanterie          | Général Andrew D. Bruce                           | 17 958 hommes                                                                                                   |
| 3e Corps Amphibie                  | Général Allen H. Turnage                          | 6 719 hommes |
| 3e Corps d'Artillerie              | Général Pedro A. del Valle                        | |
| Total :                            |                                                   | 54 981 hommes                                                                                                   |

## La bataille

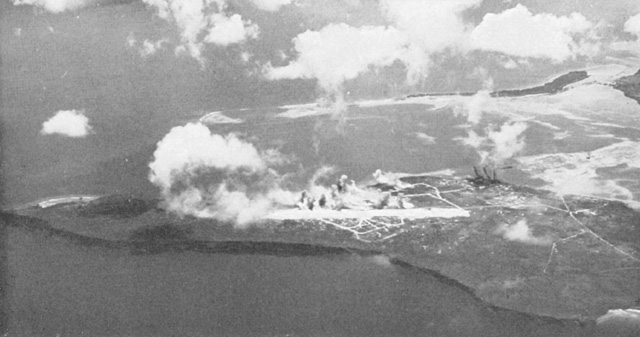
Bombardement de
l'aérodrome de la péninsule d'Orote

Le 21 juillet, après une préparation d'artillerie et des bombardements aériens opérés par la Task Force 58 (qui avait liquidé la Force Mobile depuis le 21 juin lors de la bataille de la mer des Philippines), les Américains débarquèrent sur la côte sud-ouest de l'île, de part et d'autre de la ville d'Agat et de la péninsule d'Orote, le but premier étant de prendre le port d'Apra et l'aérodrome d'Orote.

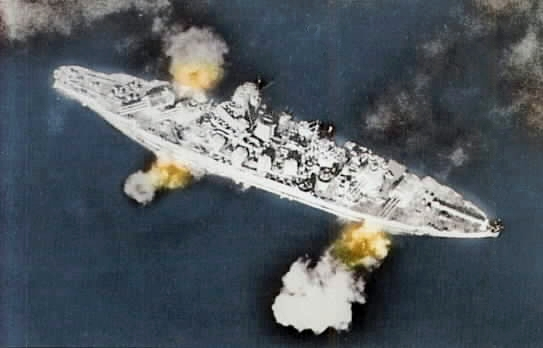
Le USS Pennsylvania (BB-38) en action lors de la bataille de Guam.

La 3e Division de Marines et la 27e Division d'Infanterie débarquèrent au nord d'Agana et de la péninsule, La 1re Division provisoire de Marines au sud. L'artillerie japonaise réussit à couler 20 véhicules amphibies de débarquement, mais à 09h00, les chars américains, qui suivaient la première vague de débarquement, avaient pris pied sur les plages.
Au soir du 21 juillet, les Américains avaient établi des têtes de pont d'environ deux kilomètres de profondeur.
Au cours des premiers jours, l'approvisionnement des forces d'invasion était difficile: les navires ne pouvaient s'approcher à moins de plusieurs centaines de mètres de la plage du fait des récifs, et les véhicules amphibies étaient rares. Les japonais tentèrent diverses contre-attaques, la plupart du temps la nuit, usant de tactiques d'infiltration qui leur permirent plusieurs fois de pénétrer les lignes américaines, mais ces attaques furent repoussées avec de lourdes pertes. Le général Takeshi Takashima fut tué le 28 juillet et le général Hideyoshi Obata reprit le commandement des défenseurs.
Le 28 juillet également, les deux forces d'invasion firent leur jonction et l'aérodrome d'Orote fut capturé le 30 juillet.
Les contre-attaques avaient épuisé les défenseurs japonais. Début août, ils commençaient à manquer de nourriture et de munitions, et il ne leur restait qu’une poignée de chars. Dix Type 95 Ha-Go furent détruits par des tirs de bazooka et de chars M4 Sherman. 
Obata opéra une retraite stratégique du sud de Guam vers la partie centrale plus montagneuse de l'île afin d'y construire une nouvelle ligne de défense. Sans renfort ni approvisionnement possible, il ne pouvait cependant espérer que retarder de quelques jours l'inévitable défaite.
Malgré la pluie et la difficulté de se déplacer et de se battre dans la jungle épaisse qui recouvrait les montagnes, les Américains brisèrent cette ligne de défense lors de la bataille du mont Barrigada du 2 au 4 août 1944. Le reste de la bataille fut alors une poursuite vers le nord de l'île où la plupart des défenseurs, refusant de se rendre, furent tués.
Quelques soldats japonais se cachèrent dans les grottes. Le 8 décembre 1945, trois Marines furent tués au cours d'une embuscade. Le sergent Shoichi Yokoi fut découvert en janvier 1972 par des chasseurs. Il avait vécu vingt-sept ans dans les grottes.

## Suites de la bataille
Comme Saipan et Tinian, Guam devint une base pour les opérations alliées. Cinq grands aérodromes furent construits d'où partirent notamment des raids de B-29 vers divers objectifs dans l'ouest du Pacifique et le Japon.